# Johann-Dietrich Wörner
Johann-Dietrich "Jan" Wörner, född 18 juli 1954 i Kassel, Hessen, Tyskland, är en professor och civilingenjör. Mellan 1995 och 2007 var Wörner ordförande för Darmstadts tekniska universitet.